# سناء بن عاشور
سناء بن عاشور ولدت في 1955 في المرسى، هي جامعية وقانونية وناشطة تونسية، مختصة في القانون العام.

## السيرة الذاتية
تنتمي سناء إلى عائلة بن عاشور العريقة. تحصلت على الدكتوراه في القانون التونسي الحديث عام 1996. هي أستاذة في القانون العام في كلية العلوم القانونية والسياسية والاجتماعية بتونس (جامعة قرطاج). 

تركزت مسيرة سناء بن عاشور في مجال التعليم القانوني والبحث العلمي في القانون. تغطي أعمالها أربعة مجالات رئيسية هي: التخطيط الحضري والتراث الثقافي، القانون التونسي خلال الفترة الاستعمارية، الوضع القانوني للمرأة في الدول الإسلامية، الديمقراطية والحريات المدنية. 

تنشط بن عاشور من أجل المساواة والمواطنة، وهي بذلك مرتبطة بعدة منظمات: الجمعية التونسية للنساء الديمقراطيات (التي ترأستها بين 2008 و2011)، جمعية النساء الجامعيات للبحث والتنمية، تجمع المغرب العربي 95 مساواة. 

من جهة أخرى، هي عضوة الهيئة العليا لحقوق الإنسان والحريات الأساسية وعضوة مؤسسة للمجلس الوطني للحريات بتونس.

في 2012، أسست منزل لإيواء النساء المحتاجات، سَمَّته بيتي. 

في 2015، كانت في قائمة 100 إمرأة لهذه السنة والتي أصدرتها بي بي سي. 

في 2016، رفضت تقليدها بوسام الجمهورية من قبل الرئيس التونسي الباجي قائد السبسي. 

في 2017، رشحتها عدة كتل في مجلس نواب الشعب التونسي لعضوية المحكمة الدستورية وهي تحديدا الكتلة الحرة لحركة مشروع تونس وكتلة الجبهة الشعبية والكتلة الوطنية.

## الحياة الخاصة
ولدت سناء في عائلة بن عاشور العريقة ذائعة الصيت، والتي تتكون من علماء ورجال دين وقانون ينتمون لأثرياء مدينة تونس.

والدها هو العلامة محمد الفاضل بن عاشور، وهي أخت رافع بن عاشور وعياض بن عاشور.

## مؤلفاتها
- Violences à l'égard des femmes : les lois du genre (العنف ضد المرأة: قوانين النوع الاجتماعي)، الشبكة الأوروبية المتوسطية لحقوق الإنسان، 2016 (اقرأ هنا).
- معجم ألفاظ وعبارات دستور الجمهورية التونسية، كلية العلوم القانونية والسياسية والاجتماعية بتونس، 2017 (مع رافع بن عاشور وسارة معاوية قاسم ومنى كريم الدريدي وأميرة الشاوش).[10][11]
  - صدر بالفرنسية في 2018.[12]